# Ariadna pulchripes
Espèce
Ariadna pulchripes est une espèce d'araignées aranéomorphes de la famille des Segestriidae.

## Distribution
Cette espèce est endémique de Namibie. Elle se rencontre vers Walvis Bay.

## Description
La femelle holotype mesure 12 mm.

## Publication originale
- Purcell, 1908 : Araneae. Forschungsreise in Südafrika, 1(2). Denkschriften der Medicinisch-Naturwissenschaftlichen Gesellschaft zu Jena, vol. 13, p. 203-246 (texte intégral).